# Diagram
Diagram 2030 este un sistem grafic interactiv românesc fabricat la IEPER. Poate fi caracterizat ca sistem biprocesor, căci în structura sa incorporează un microprocesor Z80 (ce se comportă fie ca procesor de I/E, fie ca microcalculator de uz general) și un procesor microprogramat pe 16 biți (ce execută funcțiile grafice sau are rol de coprocesor matematic). Este cuplat de obicei la un terminal grafic puternic, ce poate afișa imagini color.
Microprocesorul Z80 gestioneză un controlor de disc flexibil, 1 până la 4 porturi paralele de 8 biți (bidirecționale sau unidirecționale), 2 porturi seriale asincrone full-duplex-SIO, precum și o tastatură și un joystick cuplate la porturile seriale de mai sus. Viteza de transfer a datelor, atunci când Diagram este utilizat ca periferic, este de 110 până la 9600 baud. Interfața serială a acestui calculator este de tip V24CCITT.
Tastatura calculatorului este de tip QWERTY și dispune de 16 taste programabile plus o tastă de REPEAT.
Ca periferice, Diagram 2030 suportă 1 până la 4 unități de disc flexibil tip 9404 CDC, joystick, imprimată serială tip 9344, 9345 și ISM sau paralelă tip RCD1130, ROBOTRON 1152, lector/perforator de bandă de hârtie, plotter tip MD10 sau Digigraph și digitizor.
Diagram 2030 dispune de un pachet software bogat, care îi permite să funcționeze atât în regim de microcalculator, cât și să realizeze legătura către un calculator gazdă:
- monitor DIOS
- interpretor BASIC ce are un set de instrucțiuni grafice compatibile cu standardul CORE al SIGGRAPH/ACM. BASIC utilizează procesorul pe 16 biți drept coprocesor matematic, pentru a mări viteza de rulare de 2-3 ori.
- asamblor Z80 DIAS
- editor de texte EDI
- crossasamblor de programe TRANSMICRO
- pachet de programe pentru implementarea standardului CORE.
- limbajul de programare FORTRAN, care permite desenarea color în trei dimensiuni
- pachete de programe utilitare (editor de texte, inscriptor de memorii PROM etc.)
- emulatoare de terminale grafice (d. ex. TEKTRONIX 4012)

Procesorul grafic microprogramat pe 16 biți dispune de 1 MB memorie video (organizată în pagini de câte 64 Ki cuvinte) și primește comenzi de la modulul grupat în jurul procesorului Z80. Acest procesor se ocupă cu desenarea imaginilor color/monocrome pe ecranul videoterminalului.
Acest procesor are atașat pe magistrala BUS un modul specializat care permite scrierea în paralel în 3 blocuri de memorie (asociate culorilor fundamentale: roșu, verde și albastru) și execuția de funcții logice între datele existente în memoria sa și cele care îi parvin, pentru a putea afișa cu efect de transparență, opacitate sau complementaritate.
În mod text, poate afișa 28 de linii a 80 de caractere. Există două seturi de caractere, anume cele definite într-o matrice de 5 × 7 pixeli și cele definite într-o matrice de 5 × 9 pixeli. În mod grafic, Diagram poate afișa o rezoluție de 512 × 512 pixeli în alb/negru, sau 512 × 290 pixeli color. Rata de refresh este de 50 Hz.
Calculatorul oferă facilitatea lucrului cu ferestre definite de utilizator, atât în mod text cât și în mod grafic.